# Känn ingen sorg
Känn ingen sorg er en Guldbagge-vindende svensk film, der havde biografpremiere den 19. juli 2013.  Filmen er baseret på Håkan Hellströms sange. Manuskriptet er skrevet af Cilla Jackert og filmen blev instrueret af Måns Mårlind og Björn Stein.

## Medvirkende
- Adam Lundgren som Pål
- Disa Östrand som Eva
- Josefin Neldén som Lena
- Jonathan Andersson som Johnny
- Tomas von Brömssen som Farfar Rolle
- Marie Richardson som Lisbeth Lindén
- Reine Brynolfsson som Bosse
- Gunilla Nyroos som Hopp
- Daniel Larsson som Isse
- Eric Ericson som præst
- Kim Lantz som Denis
- Hanna Hedin Hillberg som sambadanser
- Gregers Dohn som pusher
- Darko Savor som forbryder
- Lucas Miklin som hooligan
- Freddie Wadling som amfetaminpusher
- Ebbot Lundberg som amfetaminpusher
- Håkan Hellström som gademusikant